# Очень хорошие девочки
«О́чень хоро́шие де́вочки» (англ. Very Good Girls) — американский фильм режиссёра Наоми Фонер. В главных ролях — Дакота Фэннинг и Элизабет Олсен.

## Сюжет
В центре сюжета две лучшие подруги — Лили и Джерри. Перед колледжем они договариваются лишиться девственности, и по случайности влюбляются в одного и того же уличного художника — Дэвида. Их дружба впервые проходит тяжкое испытание.

## В ролях
| Актёр           | Роль       |
| --------------- | ---------- |
| Дакота Фэннинг  | Лили       |
| Элизабет Олсен  | Джерри     |
| Бойд Холбрук    | Дэвид      |
| Деми Мур        | Кейт       |
| Питер Сарсгаард | Фицсиммонс |

## Создание
Наоми Фонер написала сценарий за 20 лет до того, как фильм был выпущен.